# Castillo de Öster-Malma
El castillo de Öster-Malma es una mansión de estilo barroco en el municipio de Nyköping en Södermanland,  Suecia. Está situado a orillas del lago Malmasjön.

## Historia
Öster Malma fue construido en 1668 según los dibujos de Jean De la Vallée (1624-1696) durante la propiedad de Wilhelm Böös Drakenhielm (1624-1676) y Anna Maria Silfverstierna (1643-1697). Drakenhielm era chambelán real y funcionario jefe de fronteras. También tenía en propiedad las fincas de Hanstavik y Stjärnholm en Södermanland. Öster-Malma permaneció en propiedad de los miembros de la familia Drakenhielm hasta 1738. Desde 1900, el edificio principal fue renovado. Después de una reforma importante, fue inaugurado el hotel, restaurante & sala de conferencias de Öster Malma en 2003. El castillo tiene un parque de vida salvaje alrededor, que está abierto cada mes del año excepto para septiembre y se utiliza como reserva natural y parque educativo. El castillo actualmente es propiedad de la Svenska Jägareförbundet, (en español: Asociación de Cazadores Suecos).